# Marisa Vernati
Marisa Vernati (Roma, 21 giugno 1920 – Roma, 1º febbraio 1988) è stata un'attrice e cantante italiana.

## Biografia
Nacque a Roma nel 1920, nipote del famoso soprano Luisa Tetrazzini, che l'aiutò a entrare nel mondo dello spettacolo. Iniziò con piccole parti in pellicole dirette da Matarazzo e Mastrocinque. Ricoprì spesso parti di donna fatale e sofisticata, per poi approdare, essendo dotata di una bella voce, al teatro di rivista, come soubrette, prima nella Compagnia di Tino Scotti, poi in quella di Nino Taranto.
Nel 1947, dopo il matrimonio con un medico iraniano, seguì il marito che per ragioni professionali doveva trasferirsi in Turchia. Al ritorno riprese l'attività nel cinema, nel teatro e alla radio, lavorando fino alla metà degli anni '50, quando decise di ritirarsi a vita privata.

## Filmografia

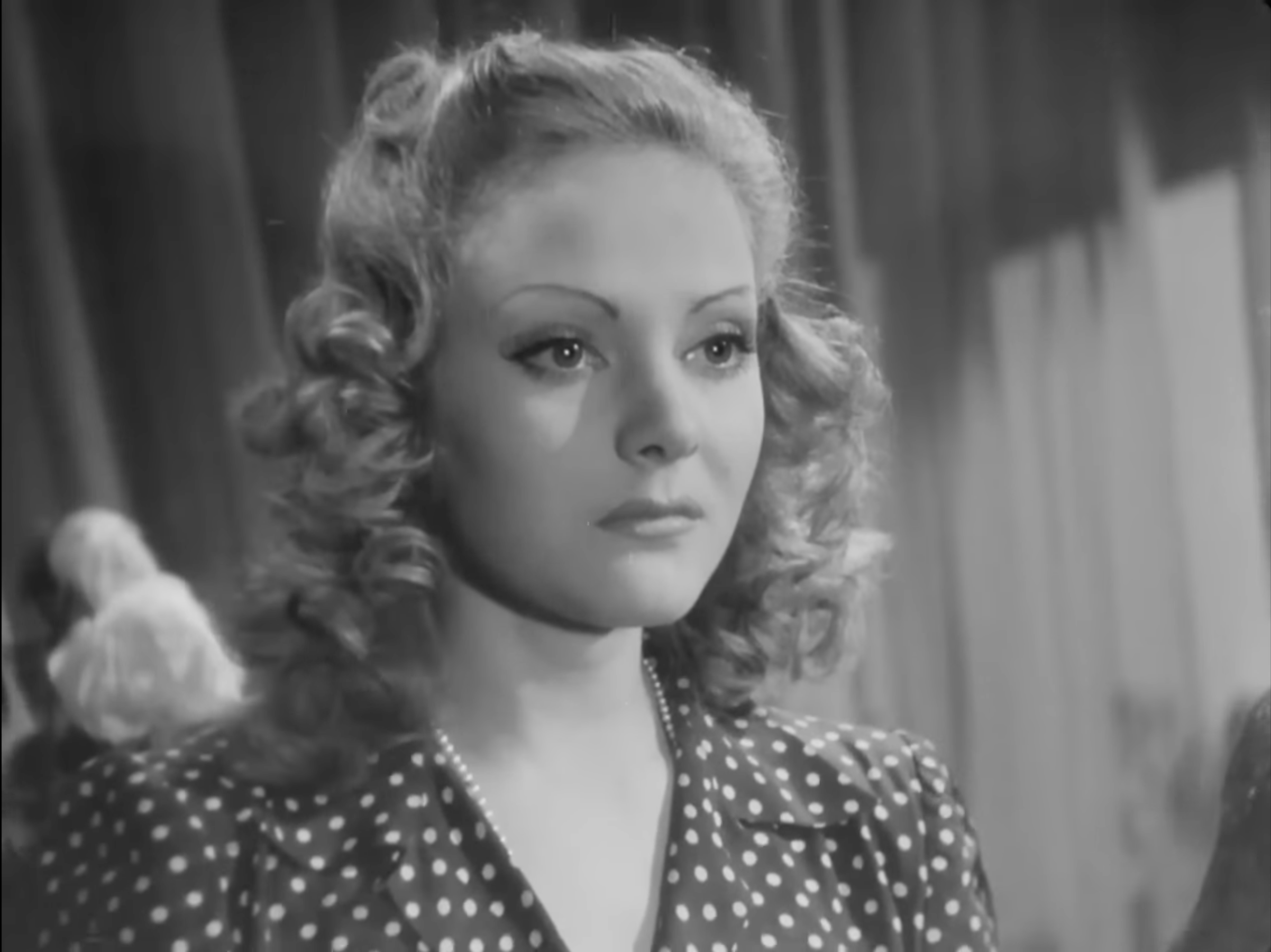
Marisa Vernati in In due si soffre meglio (1943)

Marisa Vernati in Abbasso la miseria! (1945)

- Sono stato io!, regia di Raffaello Matarazzo (1937)
- Voglio vivere con Letizia, regia di Camillo Mastrocinque (1937)
- Crispino e la comare, regia di Vincenzo Sorelli (1938)
- Partire, regia di Amleto Palermi (1938)
- Melodie eterne, regia di Carmine Gallone (1940)
- Le signorine della villa accanto, regia di Gian Paolo Rosmino (1942)
- Perdizione, regia di Carlo Campogalliani (1942)
- Colpi di timone, regia di Gennaro Righelli (1942)
- In due si soffre meglio, regia di Nunzio Malasomma (1943)
- Il ponte sull'infinito, regia di Alberto Doria (1943)
- Sogno d'amore, regia di Ferdinando Maria Poggioli (1943)
- Vietato ai minorenni, regia di Mario Massa (1944)
- Abbasso la miseria!, regia di Gennaro Righelli (1945)
- Cronaca nera, regia di Giorgio Bianchi (1947)
- L'atleta di cristallo, regia di William Bird (1947)
- Miss Italia, regia di Duilio Coletti (1950)
- La carrozza d'oro, regia di Jean Renoir (1952)
- Papà Pacifico, regia di Guido Brignone (1954)
- Peppino e la vecchia signora, regia di Piero Ballerini (1954)

## Varietà radiofonici Rai
- Gli alberi muoiono in piedi, di Alessandro Casona, regia di Emma Gramatica, trasmessa il 14 settembre 1953.
- Rosso e nero, panorama di varietà, presentato da Corrado e Marisa Vernati, con l'orchestra di Pippo Barzizza, regia di Riccardo Mantoni, trasmesso il venerdì nel 1953 e 1954.
- Sedia a dondolo, varietà di Angelo Nizza, con Marisa Vernati e Odoardo Spadaro, trasmesso il 14 febbraio 1955
- La signora e il signor Tal de Tali, varietà di Nicola Manzari, con la partecipazione di Marisa Vernati e Carlo Dapporto, estate 1955